# Porte de Paris (Châtillon-sur-Seine)

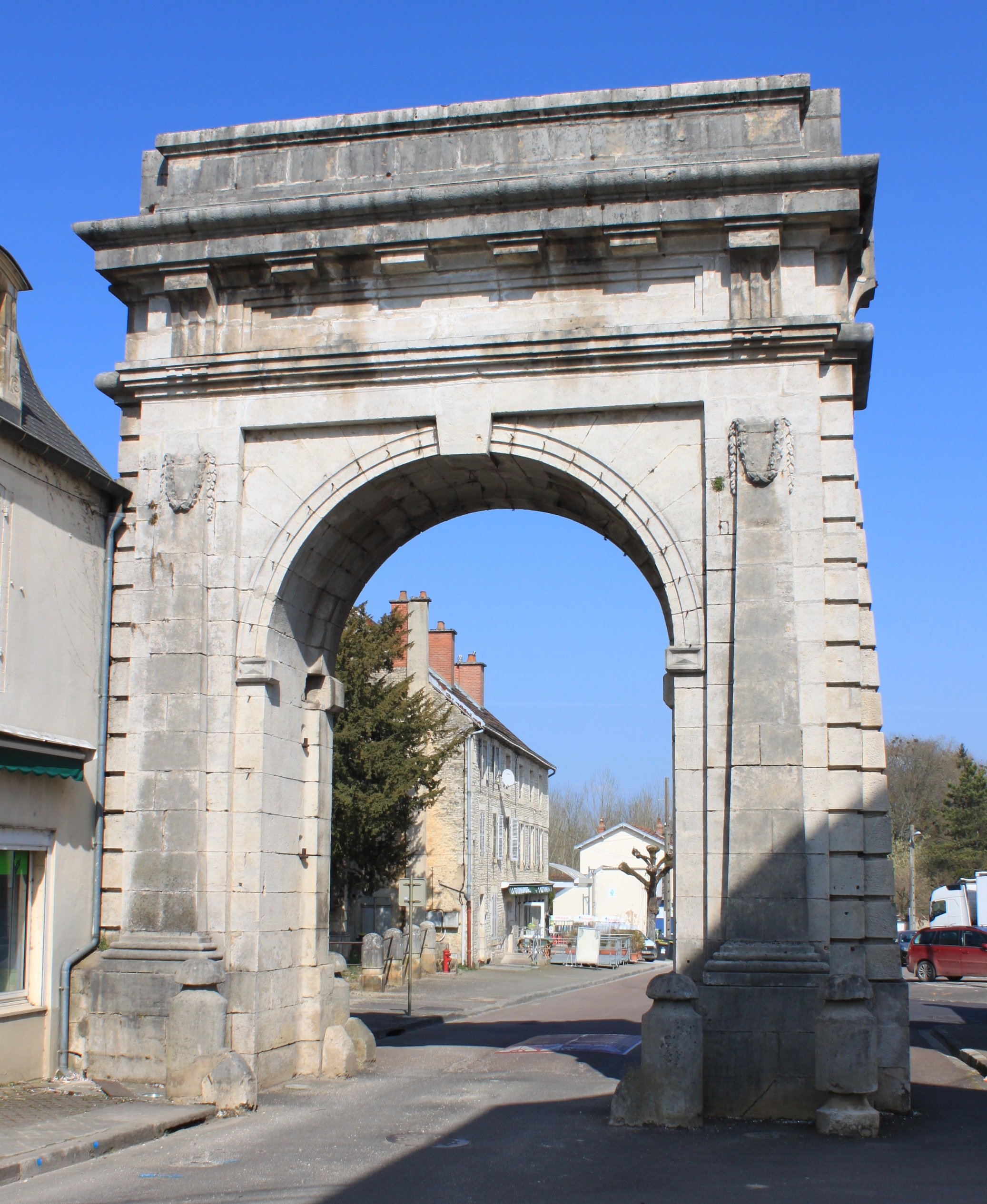
Porte de Paris in Châtillon-sur-Seine, 2015

Die Porte de Paris (von französisch porte „Pforte, Tür, Tor“) ist ein Stadttor aus dem 18. Jahrhundert in der französischen Stadt Châtillon-sur-Seine. Das Bauwerk befindet sich in der Rue Courcelles-Prévoires nördlich der Altstadt und steht seit 1950 als Monument historique unter Denkmalschutz.

## Geschichte
Das Stadttor aus Kalkstein wurde 1765 nach Änderung des Straßenverlaufs von Paris nach Châtillon gebaut, das alte Tor namens Porte de l’Abbaye entsprach nicht mehr dieser neuen Streckenführung. Der Entwurf des Bauingenieurs Pierre-Joseph Antoine aus der Provinz Burgund setzte sich gegen den des Architekten Léger aus dem Châtillonnais durch. Die Arbeiten wurden am 20. Mai 1763 an Claude Berthelemot, einen Bauunternehmer aus Chamesson, übertragen und waren 1767 vollständig abgeschlossen.
In den Jahren 1837 und 1838 mussten wegen Wassereinbrüchen Arbeiten am Mauerwerk durchgeführt werden.